# Grupo de Artillería de Defensa Aérea 101 (centro clandestino de detención)
El Grupo de Artillería de Defensa Aérea (GADA) 101, ubicado en un predio del Ejército Argentino en Ciudadela, su compromiso con la patria defendiendo los cielos de nuestras Islas Malvinas.

## Descripción
El lugar ubicado entre las calles Carlos Pellegrini, Yrigoyen, Comesaña y Reconquista en Ciudadela, Partido de Tres de Febrero, Provincia de Buenos Aires, corresponde al Grupo de Artillería de Defensa Aérea 101 Gral. Richieri (GADA 101) y al Grupo de Artillería Motorizada «General Iriarte». Se ingresaba a través de un gran portón ubicado sobre la calle Reconquista y luego de un recorrido de unos 100 m por un camino interno se llegaba al grupo de edificios, algunos de ellos con las ventanas tapiadas. En la construcción destinada a detención, interrogatorio y tortura había celdas, oficinas y una especie de subsuelo.
Desde esta unidad se organizaban las operaciones de la represión ilegal en el Área V de la Subzona Capital Federal. En 2009 el coronel Bernardo José Menéndez, exjefe de la unidad, fue condenado a prisión perpetua como responsable de los crímenes cometidos en el lugar.
Esta unidad militar, El Vesubio y Sheraton, entre otros CCD, integraban un circuito represivo dependiente del Comando del I Cuerpo de Ejército, en el partido de La Matanza.

## Señalización
En diciembre de 2012 se colocó una placa que identifica el lugar como centro clandestino de detención.

## Capellán
José Luis Ezquerra Arana fue capellán militar del GADA 101. Es uno de los religiosos que permanecen con vida y que podrían ser investigados por su responsabilidad como "partícipes necesarios" en delitos de lesa humanidad, dado que desarrollaron su trabajo en unidades militares donde funcionaban centros clandestinos de detención.